# (175) Andromache
(175) Andromache – planetoida z pasa głównego asteroid okrążająca Słońce w ciągu 5 lat i 251 dni w średniej odległości 3,18 j.a. Została odkryta 1 października 1877 roku w Detroit Observatory w mieście Ann Arbor przez Jamesa Watsona. Nazwa planetoidy pochodzi od Andromachy, żony Hektora w mitologii greckiej.